# Salmon Creek Railroad
Die Salmon Creek Railroad war eine 150 Meter lange private Museums-Schmalspurbahn von Jim Walsh in Fallon in Nevada.

## Geschichte
Jim Walsh (* 21. Oktober 1930 in Inglewood, Kalifornien; † 10. Juni 2018) war Executive Vice President der J-V Corporation. Er interessierte sich für alles, was mit Eisenbahnen zu tun hat, und errichtete, nachdem er 1976 nach Golden Valley, Nevada gezogen war, unter anderem eine Modelleisenbahn der Feather River Route. Er besaß eine Sammlung von drei Schmalspur-Dampflokomotiven, die er aus Alaska importiert hatte, um sie vor der Verschrottung zu bewahren. Für diese errichtete er einen Lokschuppen und ein kurzes Gleisstück in Fallon.

## Lokomotiven
Die Porter-Dampflokomotive mit der Werksnummer C/N 1421 wurde 1892 für die Berner’s Bay Mining & Manufacturing Co. als deren Nr. 1 gebaut. Sie trug den Namen Seward. Sie fuhr 1912 auf der Salmon Creek Dam Railroad und wurde 1913 nach Annex Creek gebracht, wo sie 1915 in den Ruhestand versetzt wurde. Jim Walsh erwarb sie 1976 und restaurierte sie in einen betriebsbereiten Zustand. Die Zylinder haben 7 × 12 Zoll (178 × 305 mm) Bohrung × Hub, und die Räder vermutlich einen Durchmesser von  24 Zoll (610 mm). Sie wurde gelegentlich im Nevada State Railroad Museum in Carson, Nevada vorgeführt.
| Achsfolge | Spurweite | Name   | Hersteller   | Werks-Nr., Baujahr  | Vorbesitzer                                      | Zustand        |
| --------- | --------- | ------ | ------------ | ------------------- | ------------------------------------------------ | -------------- |
| 0-4-0T    | 914 mm    | Seward | H. K. Porter | Nr. 1421, Nov. 1892 | Berners Bay Mining & Milling Co. und Annex Creek | Betriebsbereit |
| 0-4-2T    | 610 mm    |        | H. K. Porter | 1392                | Albany Street Railway, Brown & Rush Mine         | Eingelagert    |
| 0-4-0T    | 1067 mm   |        | Davenport    |                     | Treadwell Mine                                   | Eingelagert    |